# XXXII Premis Goya
La XXXII edició dels Premis Goya van tenir lloc al Madrid Marriott Auditorium Hotel el 3 de febrer de 2018 en una cerimònia que va ser presentada pels humoristes Ernesto Sevilla i Joaquín Reyes. Els nominats van ser anunciats el 13 de desembre de 2017 en un acte presentat pels actors Bárbara Lennie i David Verdaguer.

## Resultats per films
| Pel·lícula        | Nominacions | Premis |
| ----------------- | ----------- | ------ |
| Handia            | 13          | 10     |
| La llibreria      | 12          | 3      |
| El autor          | 9           | 2      |
| Abracadabra       | 8           | 0      |
| Estiu 1993        | 8           | 3      |
| Verónica          | 7           | 1      |
| Oro               | 6           | 0      |
| La llamada        | 5           | 1      |
| No sé decir adiós | 3           | 1      |
| Pieles            | 3           | 0      |

## Premis per categoria
| Millor pel·lícula                             | Millor pel·lícula | Millor direcció                  | Millor direcció |
| --------------------------------------------- | --- | -------------------------------- | --- |
|                                               | - La llibreria - El autor - Handia - Estiu 1993 - Verónica |                                  | - Isabel Coixet — La llibreria - Aitor Arregi, Jon Garaño — Handia - Manuel Martín Cuenca — El autor - Paco Plaza — Verónica |
| Millor actor                                  | Millor actor | Millor actriu                    | Millor actriu |
|                                               | - Javier Gutiérrez — El autor - Javier Bardem — Loving Pablo - Antonio de la Torre — Abracadabra - Andrés Gertrúdix — Morir |                                  | - Nathalie Poza — No sé decir adiós - Penélope Cruz — Loving Pablo - Emily Mortimer — La llibreria - Maribel Verdú — Abracadabra |
| Millor actor secundari                        | Millor actor secundari | Millor actriu secundària         | Millor actriu secundària |
|                                               | - David Verdaguer — Estiu 1993 - Antonio de la Torre — El autor - José Mota — Abracadabra - Bill Nighy — La llibreria |                                  | - Adelfa Calvo — El autor - Anna Castillo — La llamada - Belén Cuesta — La llamada - Lola Dueñas — No sé decir adiós |
| Millor actor revelació                        | Millor actor revelació | Millor actriu revelació          | Millor actriu revelació |
|                                               | - Eneko Sagardoy — Handia - Santiago Alverú — Selfie - Eloi Costa — Pieles - Pol Monen — Amar |                                  | - Bruna Cusí — Estiu 1993 - Itziar Castro — Pieles - Sandra Escacena — Verónica - Adriana Paz — El autor |
| Millor guió original                          | Millor guió original | Millor guió adaptat              | Millor guió adaptat |
|                                               | - Handia — Aitor Arregi Galdos, Andoni de Carlos, Jon Garaño, Jose Mari Goenaga Balerdi - Abracadabra — Pablo Berger - Estiu 1993 — Carla Simón - Verónica — Fernando Navarro, Paco Plaza                                      |                                  | - La llibreria — Isabel Coixet - El autor — Manuel Martín Cuenca, Alejandro Hernández - Incerta glòria - Coral Cruz, Agustí Villaronga - La llamada — Javier Ambrossi, Javier Calvo Guirao                                                                           |
| Millor direcció novell                        | Millor direcció novell | Millor pel·lícula documental     | Millor pel·lícula documental |
|                                               | - Carla Simón — Estiu 1993 - Javier Ambrossi, Javier Calvo Guirao — La llamada - Lino Escalera — No sé decir adiós - Sergio G. Sánchez — Marrowbone                                                                            |                                  | - Muchos hijos, un mono y un castillo - Cantábrico, los dominios del oso pardo - Dancing Beethoven - Saura(s) |
| Millor direcció de producció                  | Millor direcció de producció | Millor muntatge                  | Millor muntatge |
|                                               | - Handia — Ander Sistiaga - La llibreria — Alex Boyd, Jordi Berenguer - Oro — Luis Fernández Lago - Estiu 1993 — Carla Pérez de Albéniz                                                                                        |                                  | - Handia — Laurent Dufreche, Raúl López - Abracadabra — David Gallart - La llibreria — Bernat Aragonés - Estiu 1993 — Ana Pfaff, Didac Palou |
| Millor música original                        | Millor música original | Millor cançó original            | Millor cançó original |
|                                               | - Handia — Pascal Gaigne - La cordillera — Alberto Iglesias - La llibreria — Alfonso Vilallonga - Verónica — Chucky Namanera                                                                                                   |                                  | - «La llamada» — La llamada; composta per Leiva - «Algunas veces» — El autor; composta per José Luis Perales - «Feeling Lonely on a Sunday Afternoon» — La llibreria; composta per Alfonso de Vilallonga - «Rap Zona hostil» — Zona hostil; composta per Roque Baños |
| Millor fotografia                             | Millor fotografia | Millor direcció artística        | Millor direcció artística |
|                                               | - Handia — Javier Agirre Erauso - La llibreria — Jean-Claude Larrieu - Oro — Paco Femenía - Estiu 1993 — Santiago Racaj |                                  | - Handia — Mikel Serrano - Abracadabra — Alain Bainée - La llibreria — Llorenç Miquel - Oro — Javier Fernández |
| Millor disseny de vestuari                    | Millor disseny de vestuari | Millor maquillatge i perruqueria | Millor maquillatge i perruqueria |
|                                               | - Handia — Saioa Lara - Abracadabra — Paco Delgado - La llibreria — Mercè Paloma - Oro — Tatiana Hernández |                                  | - Handia — Ainhoa Eskisabel, Olga Cruz, Gorka Aguirre - Abracadabra — Sylvie Imbert, Paco Rodríguez - Oro — Eli Adánez, Sergio Pérez Berbel, Pedro de Diego - Pieles — Lola Gómez, Jesús Gil, Óscar del Monte                                                        |
| Millor so                                     | Millor so | Millors efectes especials        | Millors efectes especials |
|                                               | - Verónica — Iván Marín, Tomás Erice, Gabriel Gutiérrez - El autor — Daniel de Zayas, Pelayo Gutiérrez, Alberto Ovejero - El bar — Sergio Bürmann, David Rodríguez, Nicolas de Poulpique - Handia — Iñaki Díez, Xanti Salvador |                                  | - Handia — Jon Serrano i David Heras - Oro — Reyes Abades, Isidro Jiménez - Verónica — Raúl Romanillos, David Heras - Zona hostil — Reyes Abades, Curro Muñoz |
| Millor pel·lícula d'animació                  | Millor pel·lícula d'animació | Millor curtmetratge d'animació   | Millor curtmetratge d'animació |
|                                               | - Tadeu Jones 2: El secret del rei Mides d'Enrique Gato - Deep de Julio Soto Gúrpide - Nur eta herensugearen tenplua de Juan Bautista Berasategi Luzuriaga                                                                     |                                  | - Woody & Woody — Jaume Carrió - Colores — Arly Jones, Sami Natsheh - El ermitaño — Raúl Díez - Un día en el parque − Diego Porral |
| Millor curtmetratge documental                | Millor curtmetratge documental | Millor curtmetratge de ficció    | Millor curtmetratge de ficció |
|                                               | - Los desheredados — Laura Ferrés - Primavera rosa en México — Mario de la Torre - The Fourth Kingdom — Adán Aliaga, Àlex Lora - Tribus de la inquisición — Mabel Lozano                                                       |                                  | - Madre — Rodrigo Sorogoyen - Australia — Lino Escalera - Baraka — Néstor Ruiz Medina - Como yo te amo — Fernando García-Ruiz - Extraños en la carretera — Carlos Solano                                                                                             |
| Millor pel·lícula estrangera de parla hispana | Millor pel·lícula estrangera de parla hispana | Millor pel·lícula europea        | Millor pel·lícula europea |
|                                               | - Una mujer fantástica — Sebastián Lelio - Amazona — Clare Weiskopf, Nicolás van Hemelryck - Tempestad — Tatiana Huezo - Zama — Lucrecia Martel                                                                                |                                  | - The Square — Ruben Östlund - Le Sens de la fête — Éric Toledano, Olivier Nakache - Lady Macbeth — William Oldroyd - Toni Erdmann — Maren Ade |
| Goya d'honor                                  | |                                  | |
| Marisa Paredes                                | |                                  | |